# Зейдволде (Гронінген)
Зейдволде (нід. Zuidwolde, нід. вимова: [zœʏtˈʋɔldə]) — село в нідерландській провінції Гронінген. Входить до муніципалітету Гет-Гогеланд.
Його площа становить 7,73км², а населення станом на 2021 рік складало 1 020 осіб.
Перша згадка про населений пункт датується 1399 роком.

## Галерея

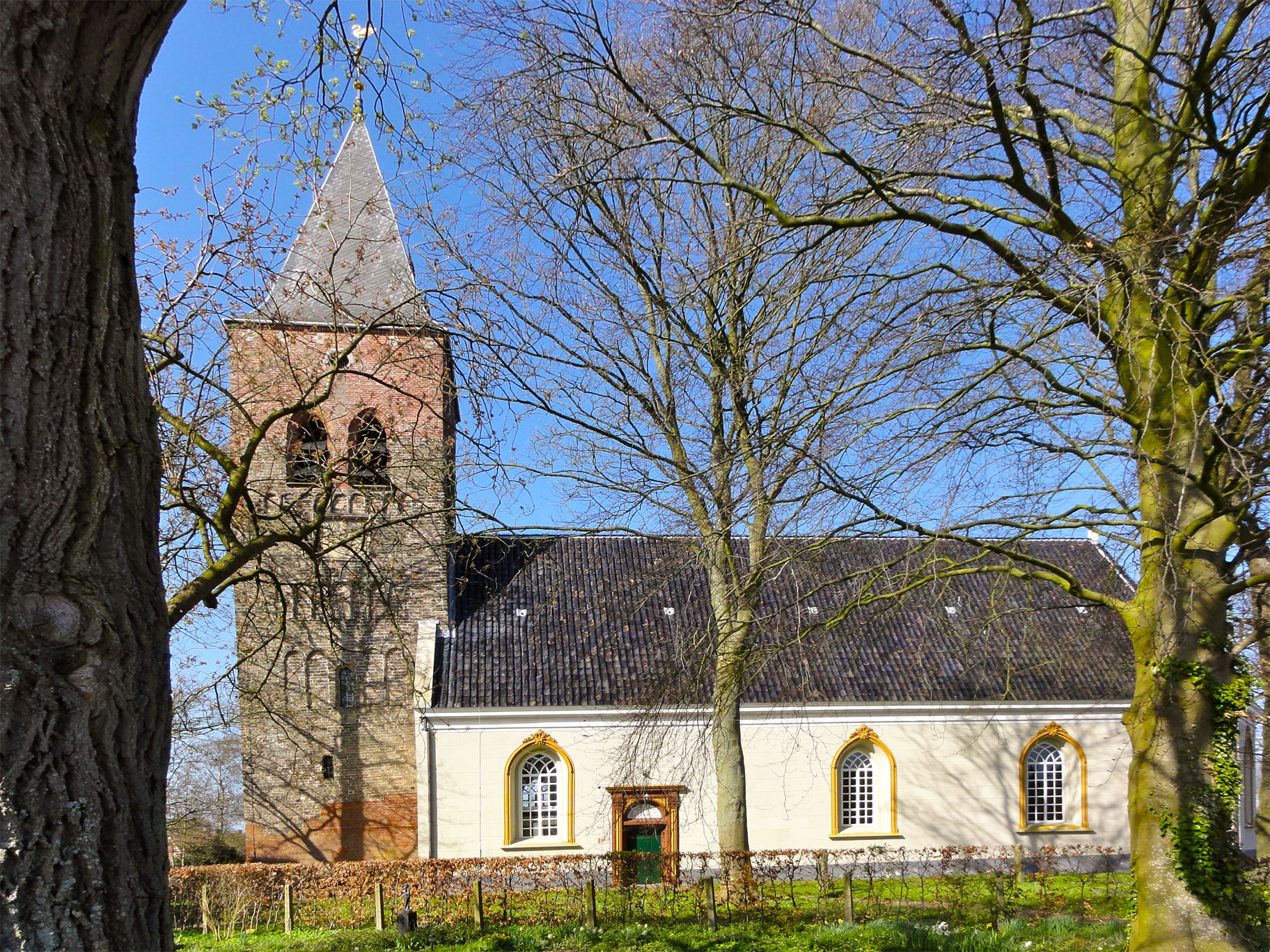
Церква у Зейдволде
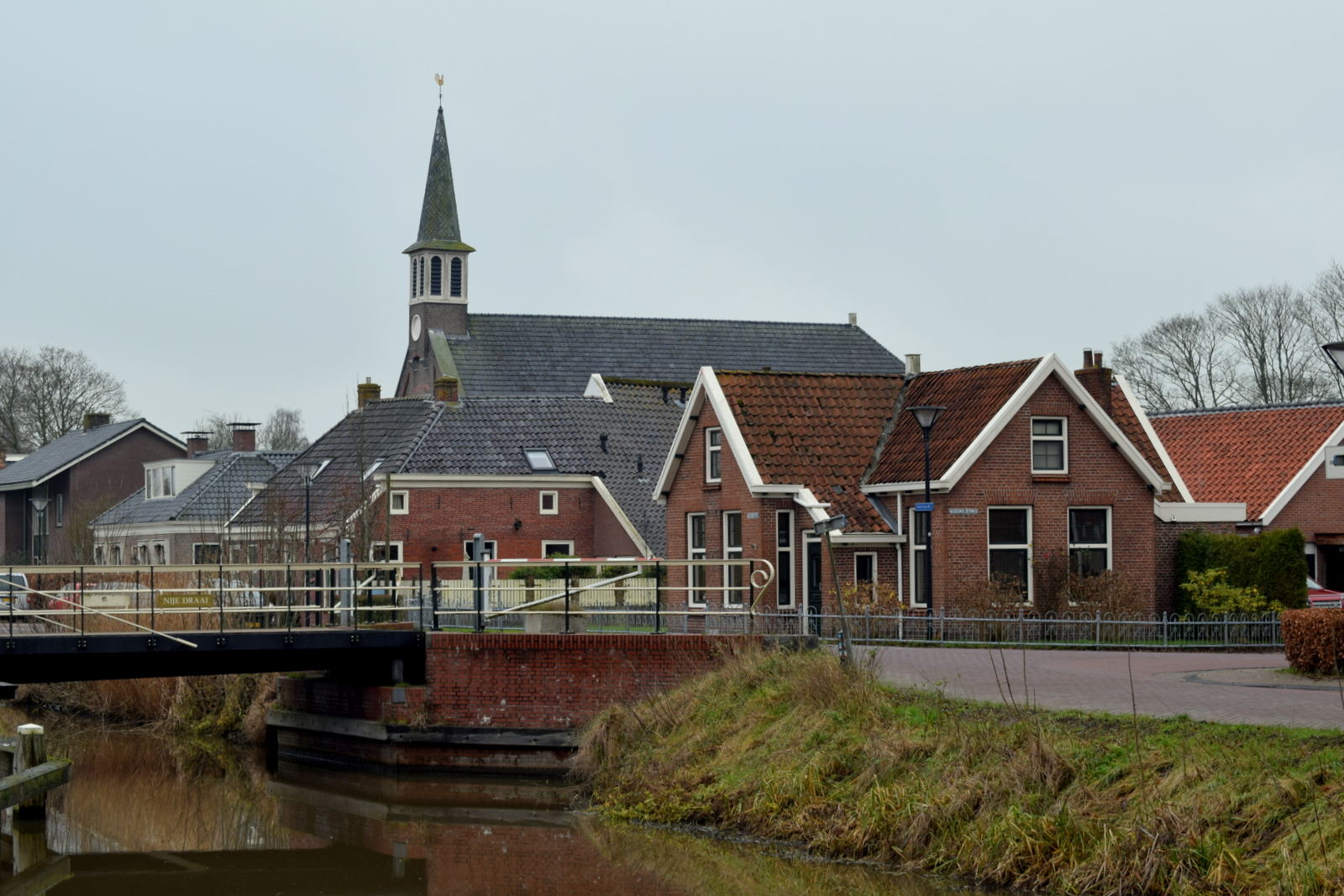
Панорама Зейдволде
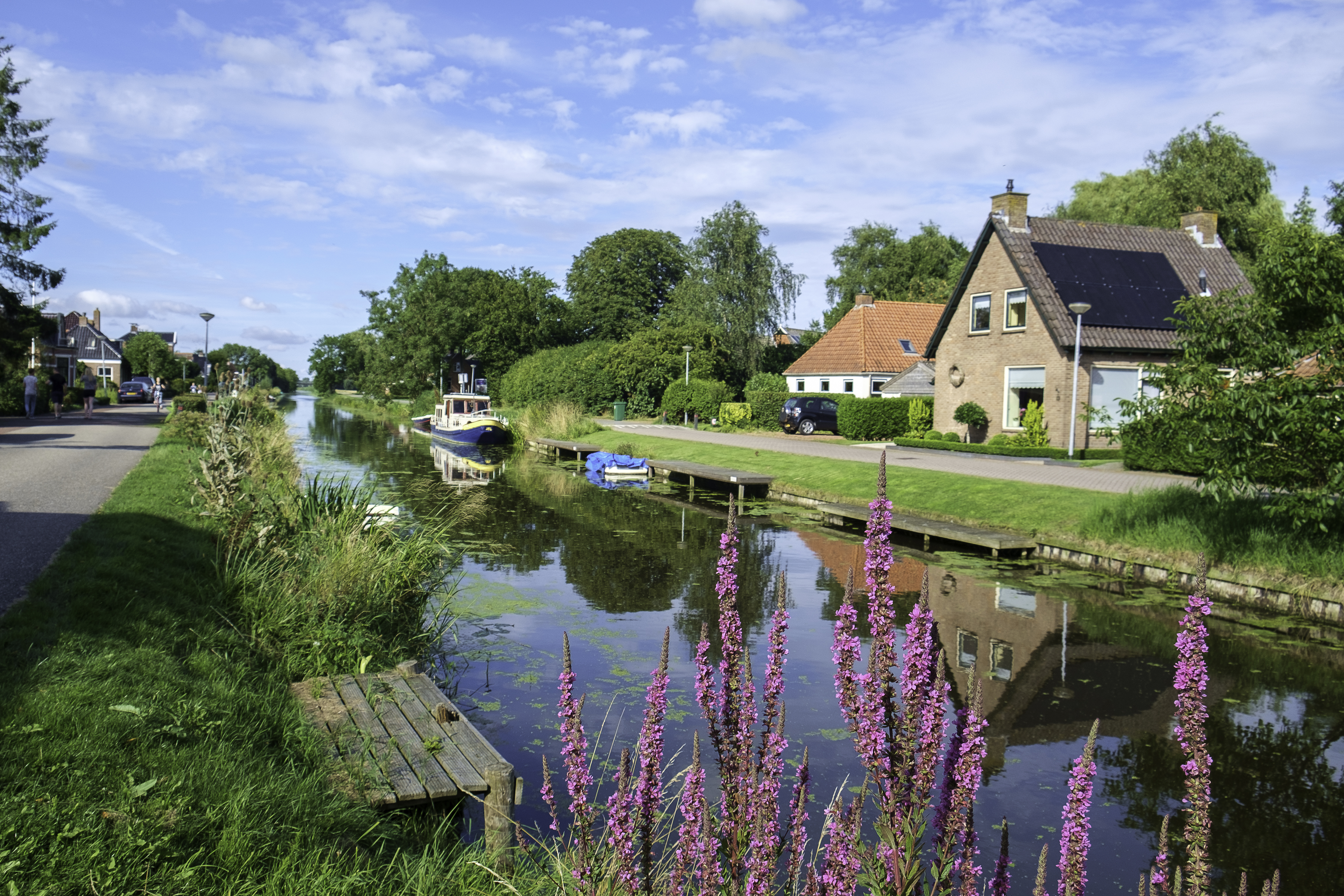
Канал у селі
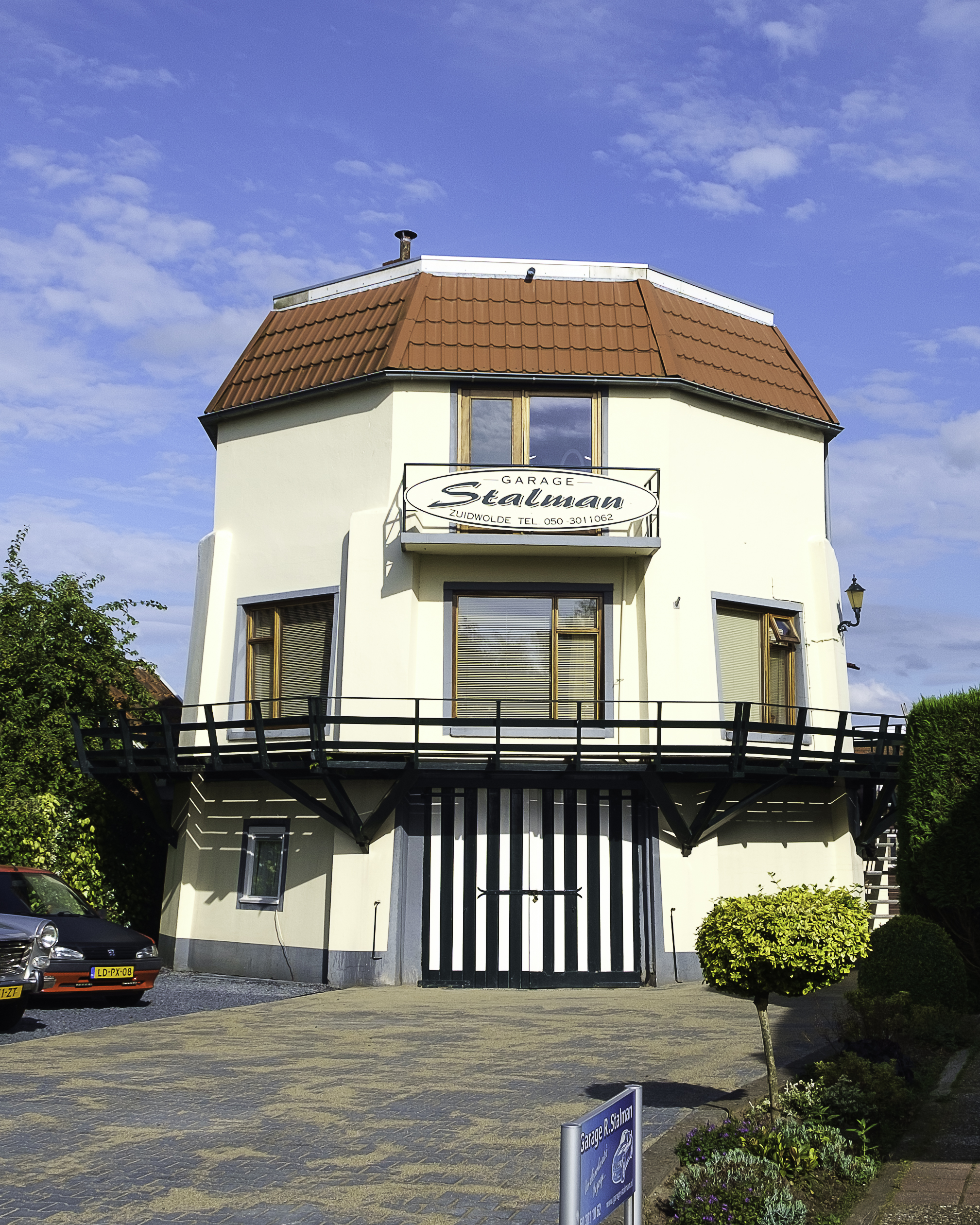
Будівля колишнього вітряка, перетворена на автомайстерню